# Danny Rolling
Daniel Harold Rolling (ur. 26 maja 1954 w Shreveport, zm. 25 października 2006 w Raiford) – amerykański seryjny morderca i gwałciciel nazywany Rozpruwaczem z Gainesville, który w latach 1989–1990 zamordował 8 osób.

## Życiorys
Rolling miał trudne dzieciństwo. Gdy się urodził, jego ojciec stał się o niego chorobliwie zazdrosny. Zaowocowało to tym, że ojciec zaczął się nad nim bestialsko znęcać. Zabronił matce okazywać dziecku jakichkolwiek uczuć. Gdy urodził się brat Rollinga – Kevin, ojciec przywiązywał ich obu mocno do krzesła i pozostawiał na kilka godzin samych w domu. Danny, gdy był nastolatkiem, kilka razy próbował popełnić samobójstwo. W wieku 13 lat spędził 2 tygodnie w więzieniu za spożywanie alkoholu.

## Zbrodnie
W ostatnich dniach sierpnia 1990 roku Rolling brutalnie zamordował pięć osób – cztery kobiety i jednego mężczyznę. Atakował on swoje ofiary od tyłu, a następnie wbijał im nóż prosto w serce. Wszystkie żeńskie ofiary były mocno okaleczone, dwie z nich zgwałcone. Dwie z dziewcząt miały rozcięty tułów od klatki piersiowej po miednicę, a głowa innej ofiary została odcięta i postawiona na szafie w jej domu. Mężczyzna, którego Rolling zamordował, zginął przypadkowo usiłując uratować jedną z zabitych dziewczyn.

## Aresztowanie
Sprawca okrutnych zbrodni z Gainesville został zatrzymany dopiero 2 lata później. Danny Rolling odsiadywał w więzieniu wyrok za napaść z bronią w ręku i przechwalał się tym, że to on zabił kilka osób w Gainesville. Współwięźniowie powiadomili o tym fakcie strażników, a ci policję. Badania DNA potwierdziły prawdziwość jego opowieści. W trakcie śledztwa wyszło na jaw, że Rolling zamordował również trzyosobową rodzinę w 1989 roku.

## Proces i śmierć
W czasie procesu Rolling przyznał się do wszystkich zabójstw, ale zaprzeczył faktowi, iż po zbrodni miałby masakrować ciała ofiar. W lutym 1994 roku sąd skazał Rollinga na pięciokrotną karę śmierci. Wyrok wykonano 25 października 2006 roku.

## Ofiary Rollinga
| Lp. | Ofiara           | Wiek | Data             |
| --- | ---------------- | ---- | ---------------- |
| 1.  | Julie Grissom    | 24   | 4 listopada 1989 |
| 2.  | Sean Grissom     | 8    | 4 listopada 1989 |
| 3.  | William Grissom  | 55   | 4 listopada 1989 |
| 4.  | Sonja Larson     | 24   | 24 sierpnia 1990 |
| 5.  | Christina Powell | 17   | 24 sierpnia 1990 |
| 6.  | Christa Hoyt     | 18   | 25 sierpnia 1990 |
| 7.  | Tracy Paules     | 23   | 27 sierpnia 1990 |
| 8.  | Manuel Taboada   | 23   | 27 sierpnia 1990 |